# Großsteingrab Daugzin
Das Großsteingrab Daugzin ist eine megalithische Grabanlage der jungsteinzeitlichen Trichterbecherkultur bei Daugzin, einem Ortsteil von Rubkow im Landkreis Vorpommern-Greifswald (Mecklenburg-Vorpommern).

## Lage
Das Grab befindet sich etwa 1 km südlich von Daugzin und 200 m westlich der Landstraße 26. Es liegt auf einem Feld in einer Buschgruppe. Direkt auf dem Grab wurde ein Hochstand errichtet.

## Beschreibung
Bei der Anlage handelt es sich um einen Großdolmen mit einem Rollsteinhügel. Die Grabkammer weist noch alle Wandsteine in situ auf. Sie besitzt jeweils vier Steine an den beiden Langseiten und je einen Abschlussstein an den Schmalseiten. Von den Decksteinen ist nur noch einer auszumachen. Dieser ist ins Innere der Kammer gesunken.